# Васильєвка (район імені Лазо)
Васи́льєвка (рос. Васильевка) — село у складі району імені Лазо Хабаровського краю, Росія. Входить до складу Марусинського сільського поселення.

## Населення
Населення — 98 осіб (2010; 117 у 2002).
Національний склад (станом на 2002 рік):
- росіяни — 90 %